# El Triunfo 1ra. Sección
El Triunfo 1ra. Sección är en ort i Mexiko.   Den ligger i kommunen Juárez och delstaten Chiapas, i den sydöstra delen av landet, 700 km öster om huvudstaden Mexico City. El Triunfo 1ra. Sección ligger 83 meter över havet och antalet invånare är 1 141.
Terrängen runt El Triunfo 1ra. Sección är lite kuperad. Runt El Triunfo 1ra. Sección är det ganska glesbefolkat, med 43 invånare per kvadratkilometer. Närmaste större samhälle är Pueblo Juárez, 8,7 km nordost om El Triunfo 1ra. Sección. Trakten runt El Triunfo 1ra. Sección består till största delen av jordbruksmark.